# Qualificazioni al campionato mondiale di calcio 2014 - UEFA - Fase a gironi, gruppo G

## Classifica
| Squadra              | Pt | G  | V | N | P | GF | GS | DR  |
| -------------------- | -- | -- | - | - | - | -- | -- | --- |
| Bosnia ed Erzegovina | 25 | 10 | 8 | 1 | 1 | 30 | 6  | +24 |
| Grecia               | 25 | 10 | 8 | 1 | 1 | 12 | 4  | +8  |
| Slovacchia           | 13 | 10 | 3 | 4 | 3 | 11 | 10 | +1  |
| Lituania             | 11 | 10 | 3 | 2 | 5 | 9  | 11 | -2  |
| Lettonia             | 8  | 10 | 2 | 2 | 6 | 10 | 20 | -10 |
| Liechtenstein        | 2  | 10 | 0 | 2 | 8 | 4  | 25 | -21 |

## Risultati

### 1ª giornata
| Arbitro: | Marco Borg |

|              |           |                                                               |
| Christen 61’ | Marcatori | 26’, 31’ Misimović 34’, 40’, 83’ Ibišević 46’, 64’, 80’ Džeko |

| Arbitro: | Carlos Clos Gómez |

|              |           |            |
| Žaliūkas 17’ | Marcatori | 41’ Sapara |

| Arbitro: | Ivan Bebek |

|                  |           |                           |
| Cauņa 42’ (rig.) | Marcatori | 57’ Spyropoulos 69’ Gekas |

### 2ª giornata
| Arbitro: | Deniz Aytekin |

|                                                |           |           |
| Misimović 12’ (rig.), 54’ Pjanić 43’ Džeko 90’ | Marcatori | 4’ Gorkšs |

| Arbitro: | Simon Lee Evans |

|                        |           |  |
| Sapara 36’ Jakubko 78’ | Marcatori |  |

| Arbitro: | Mark Courtney |

|                         |           |  |
| Ninis 55’ Mitroglou 72’ | Marcatori |  |

### 3ª giornata
| Arbitro: | Slavko Vinčić |

|  |           |                     |
|  | Marcatori | 51’, 75’ Česnauskis |

| Arbitro: | Danny Makkelie |

|                            |           |                         |
| Hamšík 5’ (rig.) Sapara 9’ | Marcatori | 85’ (rig.) Verpakovskis |

| Il Pireo 12 ottobre 2012, ore 21:45 UTC+3 | Grecia         | 0 – 0 referto | Bosnia ed Erzegovina | Stadio Karaiskákis (26 211 spett.)\| Arbitro: \| Antonio Damato \| |
| Arbitro:                                  | Antonio Damato |               |                      |                                                                    |

### 4ª giornata
| Arbitro: | István Kovács |

|                        |           |  |
| Kamešs 29’ Gauračs 77’ | Marcatori |  |

| Arbitro: | Miroslav Zelinka |

|                                   |           |  |
| Ibišević 29’ Džeko 35’ Pjanić 41’ | Marcatori |  |

| Arbitro: | William Collum |

|  |           |                 |
|  | Marcatori | 63’ Salpingidis |

### 5ª giornata
| Arbitro: | Kevin Clancy |

|               |           |           |
| Polverino 17’ | Marcatori | 30’ Cauņa |

| Arbitro: | Michael Oliver |

|             |           |            |
| Jakubko 40’ | Marcatori | 19’ Šernas |

| Arbitro: | Björn Kuipers |

|                             |           |             |
| Džeko 30’, 54’ Ibišević 36’ | Marcatori | 90+3’ Gekas |

### 6ª giornata
| Arbitro: | Mike Dean |

|  |           |                                                            |
|  | Marcatori | 48’ Lulić 53’ Ibišević 63’ Medunjanin 80’ Pjanić 82’ Džeko |

| Arbitro: | Martin Strömbergsson |

|            |           |            |
| Büchel 13’ | Marcatori | 72’ Ďurica |

| Arbitro: | Olegário Benquerença |

|  |           |                        |
|  | Marcatori | 20’ Christodoulopoulos |

### 7ª giornata
| Arbitro: | Stanislav Todorov |

|  |           |               |
|  | Marcatori | 72’ Mitroglou |

| Arbitro: | Nicola Rizzoli |

|  |           |              |
|  | Marcatori | 77’ Pečovský |

| Arbitro: | Sébastien Delferière |

|                          |           |                  |
| Bulvītis 20’ Zjuzins 42’ | Marcatori | 44’ Matulevičius |

### 8ª giornata
| Arbitro: | Kristinn Jakobsson |

|                 |           |  |
| Salpingidis 58’ | Marcatori |  |

| Arbitro: | David Fernández Borbalán |

|            |           |                           |
| Hamšík 42’ | Marcatori | 70’ Bičakčić 78’ Hajrovic |

| Arbitro: | Lasha Silagava |

|                                |           |  |
| Matulevičius 18’ Kijanskas 40’ | Marcatori |  |

### 9ª giornata
| Arbitro: | Deniz Aytekin |

|                   |           |  |
| Škrtel 44’ (aut.) | Marcatori |  |

| Arbitro: | Richard Liesveld |

|                                           |           |            |
| Džeko 27’, 39’ Misimović 34’ Ibišević 38’ | Marcatori | 61’ Hasler |

| Arbitro: | Petur Reinert |

|                           |           |  |
| Černych 7’ Mikoliūnas 68’ | Marcatori |  |

### 10ª giornata
| Arbitro: | Libor Kovařík |

|                               |           |  |
| Salpingidis 7’ Karagounis 81’ | Marcatori |  |

| Arbitro: | Felix Zwayer |

|  |           |              |
|  | Marcatori | 68’ Ibišević |

| Arbitro: | Yevhen Aranovskiy |

|                       |           |                       |
| Šabala 47’ Rode 90+2’ | Marcatori | 9’ Jakubko 16’ Saláta |

## Statistiche

### Classifica marcatori
10 gol
- Edin Džeko

8 gol
- Vedad Ibišević

5 gol
- Zvjezdan Misimović

3 gol
- Miralem Pjanić
- Dimitris Salpingidis
- Marek Sapara
- Martin Jakubko

2 gol
- Theofanis Gekas
- Kōstas Mītroglou
- Aleksandrs Cauņa
- Edgaras Česnauskis
- Deivydas Matulevičius
- Marek Hamšík

1 gol
- Ermin Bičakčić
- Izet Hajrović
- Senad Lulić
- Haris Medunjanin

1 gol (cont.)
- Lazaros Christodoulopoulos
- Giōrgos Karagkounīs
- Sōtīrīs Ninīs
- Nikos Spyropoulos
- Nauris Bulvītis
- Edgars Gauračs
- Kaspars Gorkšs
- Vladimirs Kamešs
- Māris Verpakovskis
- Artūrs Zjuzins
- Valērijs Šabala
- Renārs Rode
- Martin Büchel
- Mathias Christen
- Michele Polverino
- Nicolas Hasler
- Tadas Kijanskas
- Darvydas Šernas
- Marius Žaliūkas
- Fiodor Černych
- Saulius Mikoliūnas
- Ján Ďurica
- Viktor Pečovský
- Kornel Saláta

Autoreti
- Martin Škrtel (pro Grecia)